# اندیس گوی دره
گوی دره یک اندیس غیرفلزی است که در حوالی شهر سیه چشمه استان آذربایجان غربی قرار دارد و مادهٔ معدنی موجود در آن، تالک است.سنگ میزبان این اندیس آهک است  